# Distretto di Gülağaç
Il distretto di Gülağaç (in turco Gülağaç ilçesi) è uno dei distretti della provincia di Aksaray, in Turchia.